# Quando a Chuva Passar
"Quando a Chuva Passar" é uma canção da cantora brasileira Ivete Sangalo, gravada para seu quinto álbum de estúdio As Super Novas (2005). Foi escrita por Ramón Cruz e lançada como terceiro single do álbum em julho de 2006 pela Universal Music Brasil. A canção é uma balada romântica que tem uma grande presença vocal de Ivete e presença de piano. A música também fez parte da trilha sonora da novela das sete da Rede Globo, Cobras & Lagartos, como o tema do casal protagonista (Bel e Duda).

## Certificações
| Região — Associação        | Certificação | Vendas  |
| -------------------------- | ------------ | ------- |
| Brasil (Pro-Música Brasil) | Platina      | 100,000 |

## Prêmios e indicações
| Ano  | Prêmio          | Categoria     | Resultado |
| ---- | --------------- | ------------- | --------- |
| 2006 | Melhores do Ano | Música do Ano | Venceu    |

## Versão de Paula Fernandes
"Quando a Chuva Passar" é uma canção regravada pela cantora brasileira Paula Fernandes, lançada em 19 de abril de 2010 como terceiro e último single do seu terceiro álbum de estúdio Pássaro de Fogo (2009).

### Informações
A canção, originalmente gravada e lançada como single por Ivete Sangalo, foi composta por Ramón Cruz e, na voz de Fernandes, foi tema de abertura da novela Escrito nas Estrelas, da Rede Globo.

## Desempenho nas tabelas musicais
| País — Tabela musical (2010)         | Posição de pico |
| ------------------------------------ | --------------- |
| Brasil (Hot 100 Airplay)             | 29              |
| Brasil (Billboard Popular Hot Songs) | 20              |